# IC 1
IC 1 ist ein Doppelstern im Sternbild Pegasus knapp nördlich des Himmelsäquators, der am 18. November 1886 vom französischen Astronomen Guillaume Bigourdan entdeckt wurde. Der dänisch-irische Astronom Johan Ludvig Emil Dreyer sprach von einem Stern 13. Größe sowie von einem Stern mit Nebel.